# Абонгіле Том
Абонгіле Том (Abongile Tom, нар. 16 грудня 1991) — південноафриканський футбольний арбітр. Арбітр ФІФА з 2020 року.

## Кар'єра
Том як головний арбітр дебютував у Прем'єр-дивізіоні, вищій футбольній лізі Південної Африки, у серпні 2018 року. Він працював у фінальному матчі Кубка ПАР 2019 року між «Кайзер Чифс» та «ТС Гелаксі», та на фіналі Кубка Восьми 2023 року між «Орландо Пайретс» над «Мамелоді Сандаунз».
На початку 2021 року Том був включений до списку ФІФА від Футбольної асоціації Південної Африки, що дало йому право судити міжнародні ігри. Свій перший міжнародний матч він відсудив у вересні 2021 року в Лізі чемпіонів КАФ у матчі між «Платінумом» із Зімбабве та «Саграда Есперанса» з Анголи.
У 2023 році він представляв свою країну як головний арбітр спочатку на Чемпіонаті африканських націй 2023 року, потім на Кубку Африки U-23, який також був відбірковим турніром від Африки до Олімпійського турніру 2024 року, а також судив матчі молодіжного чемпіонату світу.
На початку 2024 року був арбітром Кубка африканських націй 2023 року.